# Académie militaire de Corée
Pour les articles homonymes, voir KMA.
L'Académie militaire de Corée (en hangul : 대한민국 육군사관학교) est une université nationale de Corée du Sud située à Séoul dans le quartier de Nowon-gu. Elle a la charge de la formation des élèves officiers des forces armées de la république de Corée.

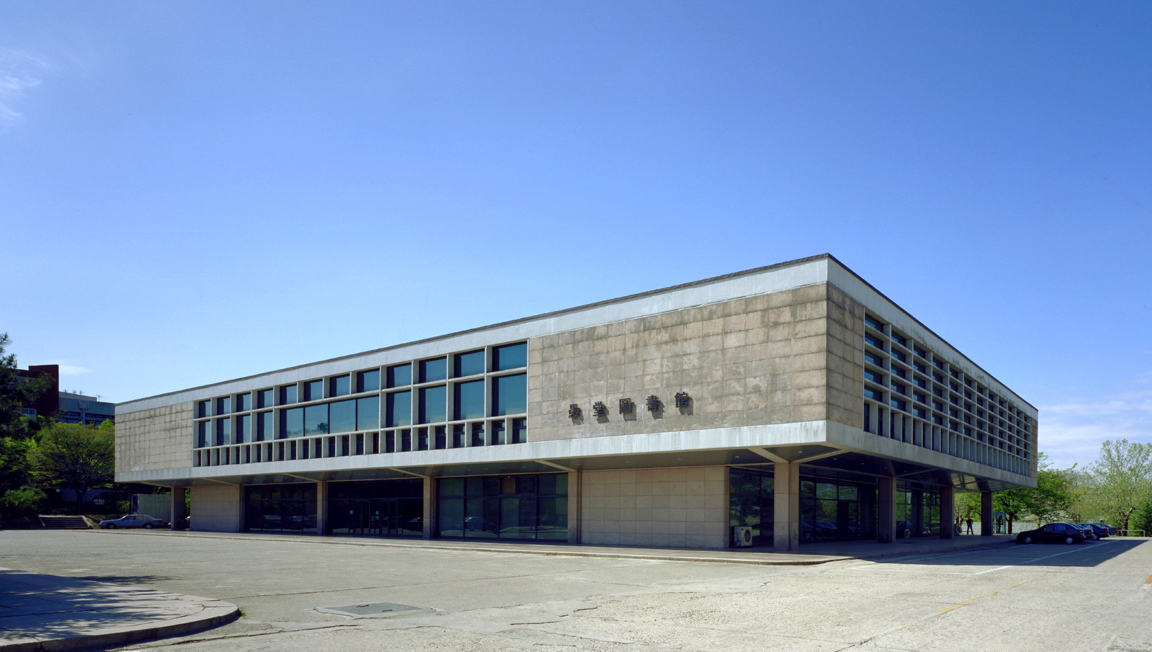
Bibliothèque de l'académie militaire.

## Historique
Elle est fondée en mai 1946 sous le nom de South Joseon Defense Academy par le Commandement de la Défense Nationale, qui deviendra ensuite le  sous l'égide du Gouvernement militaire de l'armée des États-Unis en Corée et accueille alors 88 cadets.
Longtemps réservée aux hommes, l'Académie est devenue mixte à la fin des années 1990. Depuis cette date, son effectif inclus approximativement 10 % de cadettes.
Élément notable, l'enseignement y est gratuit, ce qui, dans le contexte de l'enseignement supérieur coréen (réputé coûteux), participe à l'attractivité de l'établissement.